# Língua oromo
A língua oromo (afaan oromoo, oromiffa), e às vezes pelos nomes de algumas de suas variantes (oromic, afan oromo, etc.), é uma língua afro-asiática, e a mais falada língua do ramo cuxítico. É falada como primeira língua por aproximadamente 25-6 milhões de pessoas pelo povo oromo e por nacionalidades vizinhas na Etiópia e Quênia.
Antigamente, a língua e o povo oromo eram conhecidos por povos vizinhos não oromo e europeus como galla, mas esse termo não é mais aceito no contexto atual.
A língua oromo usa um alfabeto latino modificado chamado qubee, formalmente adotado em 1991, sendo usado pelos rebeldes do Fronte de Libertação Oromo desde o final dos anos 1970. A escrita saphalo foi um sistema de escrita usado pelos oromos concebido por Sheikh Bakri Saphalo (também conhecido por, Abubaker Usman Odaa) nos anos seguintes à invasão italiana na Etiópia.
Até meados do Século XX, a escrita de qualquer língua que não o amárico ou tigrínia era ilegal na Etiópia. Contudo, falantes de oromo alfabetizados podiam utilizar o alfabeto ge'ez para transporem sua língua no papel. A partir da queda do imperador Haile Selassie e da adoção do alfabeto latino, acredita-se que mais textos foram escritos em Oromo entre 1991 e 1997 que nos 100 anos anteriores.  
O alfabeto árabe também tem sido usado.

## Variedades

Variedades de oromo

Ethnologue (2015) atribui cinco códigos ISO para Oromo:
- Boranaa–Arsii–Gujii Oromo (Southern Oromo, incl. Gabra and Sakuye dialects), ISO code [gax]
- Eastern Oromo (Harar), ISO code [hae]
- Orma (Munyo, Orma, Waata/Sanye), ISO code [orc]
- West–Central Oromo (Western Oromo and Central Oromo, incl. Mecha/Wollega, Raya, Wello(Kemise), Tulema/Shewa) ISO code [gaz]

- [ssn] – Waata

Blench (2006) divide oromo nessas 4 línguas:
- Western Oromo (Maca)
- Shewa (Tuulama, Arsi)
- Eastern Oromo (Harar)
- Southern Oromo (Ajuran, Borana, Gabra, Garreh, Munyo, Orma, Sakuye, Waata)

Some of the varieties of Oromo have been examined and classified.

## Falantes
Pelo menos 99 por cento dos falantes da língua oromo vivem na Etiópia, principalmente no estado da Oromia. Na Somália há cerca de 42,000 falantes da língua. 
Na Etiópia, oromo é a língua mais falada (segundo o censo etíope de 2007)  em números de falantes que a têm como primeira língua (33.8% contra 29.33% do amárico).
Na África, está entre as línguas com o maior número de falantes, perdendo do árabe (considerando que os diferentes dialetos do árabe constituem uma única língua), suaíli, hauçá, e iorubá.
Além dos falantes nativos, um grande número de membros de outras tribos que mantêm contato com o povo Oromo fala oromo como segunda língua, por exemplo, os bambassi, que falam línguas omóticas e os Kwama, que falam línguas nilo-saarianas no noroeste da Oromia.

## Política em relação à língua
Antes da revolução etíope em 1974, publicar e transmitir em oromo era proibido, e os poucos trabalhos que eram escritos na lingua, notavelmente a tradução da Bíblia de Onesimos Nesib e Aster Ganno no final do século 19 escrito usando o 'alfabeto' ge’ez. Após a revolução, o governo empreendeu uma campanha literária em diversas línguas, incluindo Oromo, a partir de então transmissões de rádio e publicações principiaram nessa língua.
Planos de introduzir o ensino do oromo em escolas, no entanto não foram postos em prática até a queda do presidente Mengistu Haile Mariam em 1991, exceto nas regiões controladas pela Frente de Libertação Oromo(OLF sigla em inglês). Com a criação da região de Oromia sob o novo sistema de divisão das regiões por etnia, tornou-se possível introduzir o ensino da língua oromo nas escolas primárias assim como língua administrativa na região.
No Quênia transmissões à radio em oromo (no dialeto Borana) são realizadas desde o final dos anos 1980 pela rádio Voice of Kenya.
Os planos para introduzir o ensino da língua Oromo nas escolas, entretanto, não foram realizados até que o governo de Mengistu Haile Mariam foi derrubado em 1991, exceto nas regiões controladas pela Frente de Libertação Oromo (OLF). Com a criação do estado regional de Oromia sob o novo sistema de federalismo étnico na Etiópia, foi possível introduzir Oromo como meio de instrução em escolas primárias em toda a região, incluindo áreas onde vivem outros grupos étnicos falando suas línguas, e como língua de administração na região. Desde que a OLF deixou o governo de transição da Etiópia no início dos anos 1990, a Organização Democrática do Povo Oromo (OPDO) continuou a desenvolver o Oromo na Etiópia.
As transmissões de rádio começaram na língua oromo na Somália em 1960 pela Rádio Mogadíscio. O programa apresentava música e propaganda. Uma música Bilisummaan Aannaani (Liberation is Milk) se tornou um sucesso na Etiópia. Para combater a influência de amplo alcance da Somália, o Governo da Etiópia iniciou um programa de rádio próprio em Oromo. No Quênia, houve transmissão de rádio em Oromo (no dialeto Borana) no Voice of Kenya desde pelo menos os anos 1980. A Bíblia Borana no Quênia foi impressa em 1995 usando o alfabeto latino, mas não usando as mesmas regras de grafia do etíope Qubee. O primeiro dicionário Oromo on-line abrangente foi desenvolvido pelo Jimma Times Oromiffa Group (JTOG) em cooperação com a SelamSoft. A Voice of America também é transmitida em Oromo junto com seus outros programas da Trompa da África. Oromo e Qubee são atualmente utilizados pelas rádios estaduais do governo etíope, estações de TV e jornais do governo regional.

## Sons e ortografia

### Sistemas de escrita
Oromo é escrito com um alfabeto latino chamado Qubee, que foi formalmente adotado em 1991. Várias versões da ortografia latina foram usadas anteriormente, principalmente por Oromos fora da Etiópia e pelo OLF no final dos anos 1970 (Heine 1986). Com a adoção do Qubee, acredita-se que mais textos foram escritos na língua Oromo entre 1991 e 1997 do que nos 100 anos anteriores. No Quênia, os Borana e Waata também usam letras romanas, mas com sistemas diferentes.
A escrita Sapalo era uma escrita Oromo indígena inventada pelo Sheikh Bakri Sapalo (1895-1980; também conhecido por seu nome de nascimento, Abubaker Usman Odaa) no final dos anos 1950, e usada no subsolo posteriormente. Apesar das influências estruturais e organizacionais do Ge'ez e da escrita árabe, é uma criação graficamente independente projetada especificamente para a fonologia Oromo. É basicamente alfasilábico por natureza, mas não possui a vogal inerente presente em muitos desses sistemas; no uso real, todos os caracteres consonantais são obrigatoriamente marcados com sinais vocálicos (produzindo sílabas CV) ou com marcas separadas usadas para denotar consoantes longas e consoantes não seguidas por uma vogal (por exemplo, em ambientes de final de palavra ou como parte de encontros consonantais).
A escrita árabe também foi usada intermitentemente em áreas com populações muçulmanas.

### Consoantes e fonemas vocálicos
Assim como a maioria das outras línguas etíopes, sejam elas semíticas, cuxíticas ou omóticas, a língua oromo possui um jogo de consoantes ejetivas, que são; pausadas, mudas ou africadas acompanhadas de glotalização e um som que se assemelha ao de um estouro de ar. A língua oromo possui outro som glotalizado mais incomum, uma parada implosiva com um retroflexo, "dh" na ortografia oromo, um som que se parece com o "d" em português produzido com a língua ligeiramente enrolada para trás com o ar puxado de forma que a parada glotal é ouvida antes da vogal seguinte.
A língua oromo possui o típico esquema de cinco vagais longas e cinco vogais curtas, indicado na ortografia pela dupla vogal em caso de vogais longas. A diferença é contrastante, por exemplo, hara 'lago', haaraa 'novo'.  Geminação também é significante na língua oromo. Isto é, uma dupla consoante serve para distinguir uma palavra de outra, por exemplo, badaa 'cama', baddaa 'planalto'.
No alfabeto oromo, uma única "letra" consiste ou em um único símbolo ou em um dígrafo ("ch", "dh", "ny", "ph", "sh"). Geminação não é obrigatoriamente marcada por dígrafos, embora alguns escritores indiquem isso dobrando o primeiro símbolo: qopphaa'uu 'esteja preparado'. No quadro abaixo, o símbolo do Alfabeto Fonético Internacional para cada fonema é mostrado entre parênteses onde difere da letra no alfabeto oromo. Os fonemas /p/, /v/ e /z/ aparecem entre parênteses porque só são encontrados em recentes empréstimos de outros idiomas. Note que há pequenas mudanças na ortografia desde que esta foi adotada: "x" (IPA [t']) foi originalmente representado por "th", e há alguma confusão entre autores no uso das letras "c" e "ch" para representar os fonemas /ʧ'/ e /ʧ/, com alguns recentes trabalhos usando "c" para /ʧ/ e "ch" para /ʧ'/ e mesmo "c" para diferentes fonemas dependendo de onde ele aparece na palavra.  Esse artigo usa "c" para /ʧ'/ e "ch" para /ʧ/.
|                       |              | Bilabial/ Labiodental | Alveolar/ Retroflexiva | Palato-alveolar/ Palatal | Velar  | Glotal |
| --------------------- | ------------ | --------------------- | ---------------------- | ------------------------ | ------ | ------ |
| Pausadas e fricativas | Muda         | (p)                   | t                      | ch /ʧ/                   | k      | ' /ʔ/  |
| Pausadas e fricativas | Expressa     | b                     | d                      | j /ʤ/                    | g      |        |
| Pausadas e fricativas | Ejectiva     | ph /pʼ/               | x /tʼ/                 | c /ʧʼ/                   | q /kʼ/ |        |
| Pausadas e fricativas | Implosiva    |                       | dh /ɗ/                 |                          |        |        |
| Africativas           | Muda         | f                     | s                      | sh /ʃ/                   |        | h      |
| Africativas           | Expressa     | (v)                   | (z)                    |                          |        |        |
| Nasal                 | Nasal        | m                     | n                      | ny /ɲ/                   |        |        |
| Aproximantes          | Aproximantes | w                     | l                      | y /j/                    |        |        |
| Flap/Trill            | Flap/Trill   |                       | r                      |                          |        |        |

|       | Frontal        | Central | Anterior       |
| ----- | -------------- | ------- | -------------- |
| Alta  | i /ɪ/, ii /iː/ |         | u /ʊ/, uu /uː/ |
| Média | e /ɛ/, ee /eː/ |         | o /ɔ/, oo /oː/ |
| Baixa |                | a /ʌ/   | aa /ɑː/        |

### Tom e acentuação
Apenas a penúltima ou última sílaba de uma raiz pode ter um tom agudo, e se o penúltimo for agudo, o final também deve ser agudo; isso implica que Oromo tem um sistema de acento-tom (em que o tom deve ser especificado apenas em uma sílaba, as outras sendo previsíveis) ao invés de um sistema de tons (em que cada sílaba deve ter seu tom especificado), embora as regras sejam complexas (cada morfema pode contribuir com seu próprio padrão de tom para a palavra), então que "pode-se chamar Oromo de sistema de tom-acento em termos da representação lexical básica do tom, e um sistema de tom em termos de sua realização superficial." A sílaba tônica é percebida como a primeira sílaba de uma palavra com alto pitch.

## Gramática

### Substantivos

#### Gênero
Como outras línguas afro-asiáticas, a língua oromo possui dois gêneros gramaticais, masculino e feminino e todos os substantivos pertencendo a um ou a outro.
Gêneros gramaticais em oromo se aplicam à gramática das seguintes formas:
- Verbos (exceto ser/estar) concordam com o sujeito em gênero quando o sujeito é a terceira pessoa do singular (ele ou ela).
- Pronomes da terceira pessoa do singular (ele, ela, isso) possui o gênero do substantivo a que se refere.
- Adjetivos concordam com os substantivos que eles modificam em gênero.
- Alguns adjetivos possessivos ("meu", "seu") concordam com os substantives que eles modificam em alguns dialetos.

Exceto nos dialetos do sul, não há nada na forma da maioria dos substantives que indica o gênero. Um pequeno número de substantivos para se referir a pares de pessoas, no entanto, terminam em  -eessa (m.) e -eettii (f.), como fazem os adjetivos usados para os substantivos: obboleessa 'irmão', obboleettii 'irmã', dureessa 'o rico (m.)', hiyyeettii 'a pobre (f.)'.  O gênero gramatical geralmente concorda com o gênero biológico de pessoas e animais; assim substantivos como abbaa 'pai', ilma 'filho', e sangaa 'boi' são masculinos, enquanto substantivos como haadha 'mãe' e intala 'garota, filha' são femininos.  No entanto, a maioria dos nomes para animais não especificam gênero biológico.
Nomes de corpos celestes são femininos: aduu 'sol', urjii 'estrela'.  O gênero de outros substantivos inanimados varia de acordo com cada dialeto.
É possível trocar o gênero de um substantivo que designa algo animado para ter um efeito pragmático. Nesses casos um substantivo que é normalmente masculino pode ser tratado como feminino para indicar covardia ou estupidez, e um substantivo que é normalmente feminino pode ser tratado como masculino para indicar coragem ou perspicácia.

#### Número
A língua oromo possui os números gramaticais singular e plural, mas números que se referem a múltiplas entidades não são obrigatoriamente plurais. Isto é, se o contexto está claro, um substantivo inicialmente singular pode se referir a múltiplas entidades nama 'homem', nama shan, 'cinco homens'. Uma outra forma é tratar uma forma singular como de número indefinido.
Quando é importante fazer a pluralidade do referente clara, a forma plural do substantivo é usada. Substantivos plurais são formados por adição de sufixos. O sufixo mais comum é -oota; uma vogal final é eliminada antes do sufixo, nos dialetos ocidentais o sufixo se torna -ota seguido de uma sílaba com uma vogal longa: mana 'casa', manoota 'casas', hiriyaa 'amigo', hiriyoota 'amigos', barsiisaa 'professor', barsiiso(o)ta 'professores'.  Outros sufixos indicativos de plural bastantes comuns são -(w)wan, -een, e -(a)an; a segunda letra pode causar a duplicidade da consoante precedente: waggaa 'ano', waggaawwan 'anos', laga 'rio', laggeen 'rios', ilma 'filhos', ilmaan 'filhas'.

#### Definição
Oromo não possui artigos indefinidos (correspondente ao português um, algum), mas (exceto nos dialetos do sul) isso indica definição (português o) com sufixos sobre o pronome: -(t)icha para substantivos masculinos (o ch é geminado por isso não é normalmente indicado na escrita) e -(t)ittii para nomes femininos. Terminações em vogal são eliminadas antes de se acrescentar esses sufixos: karaa 'estrada', karicha 'a estrada', nama 'homem', namicha/namticha 'o homem', haroo 'lago', harittii 'o lago'.  Note que para substantivos animados isso se aplica a qualquer gênero: qaalluu 'padre', qaallicha 'o padre (m.)', qallittii 'a madre (f.)'.

#### Caso
Um substantive oromo possui a forma citativa ou forma base que é usada quando o nome é o objeto de um verbo, o objeto de uma preposição ou posposição ou um predicativo.
- mana 'casa', mana binne 'nós compramos uma casa'
- hamma 'até', dhuma 'fim', hamma dhuma 'até (o) fim'
- mana keessa, 'dentro (da) casa'
- inni 'ele', barsiisaa 'professor', inni barsiisaa (dha) 'ele é um professor'

Um substantivo também pode aparecer em um dos seis outros casos gramaticais, cada um indicado por um sufixo ou pelo alongamento da vogal final do substantivo. O caso acompanha plural ou sufixos definitivos se estes aparecerem. Para alguns dos casos, há uma gama de formas possíveis, algumas cobrindo mais de um caso, e as diferenças em significado dentre essas alternativas podem ser bastante sutis.
Nominativo
O nominativo é usado para substantives que são sujeitos das cláusulas.
- Ibsaa nome do homem, Ibsaan 'Ibsaa (nom.)', makiinaa, qaba 'ele tem', Ibsaan makiinaa qaba 'Ibsaa tem um carro'

A maioria dos substantives terminados em vogais curtas com uma única vogal precedente perde a vogal final e adiciona o sufixo -ni para formar o nominativo.  Seguindo certas consoantes, há mudanças de assimilação ou no n ou outra consoante (depende de cada dialeto).
- nama 'homem', namni 'homem (nom.)'
- namoota 'homem'; namootni, namoonni 'homem (nom.)' (t + n pode assimilar para nn)

Se uma vogal curta final é precedida por duas consoantes ou uma consoante geminante, o sufixo -i é acrescentado.
- ibsa 'declaração', ibsi 'declaração (nom.)'
- namicha 'o homem', namichi 'o homem (nom.)' (o ch no sufixo definitivo -icha é de fato geminado, mas normalmente não é escrito como tal)

Se o substantivo termina em uma vogal longa, -n é acrescentado. Esse padrão se aplica aos infinitivos, que terminam em -uu.
- maqaa 'nome', maqaan 'nome (nom.)'
- nyachuu comer, comendo', nyachuun 'comer, comendo (nom.)'

Se o nome termina em n, nominativo é idêntico à forma base.
- afaan 'boca, língua (forma base ou nom.)'

Alguns substantivos femininos terminam em uma vogal curta adicionando -ti.  Novamente assimilação ocorre em alguns casos.
- haadha 'mãe', haati (dh + t assimila a t)
- lafa 'terra', lafti

Genitivo
O genitivo é usado por possessão ou procedência; corresponde mais ou menos ao português de.  O genitivo é normalmente formado por alongamento da última vogal, por adição do -ii à consoante final, ou deixando a última vogal longa inalterada. O substantivo possessivo segue o substantivo possuido em uma frase genitiva. Muitas frases com significado técnico específico têm sido adicionadas ao léxico oromo em anos recentes.
- obboleetti 'irmã', namicha 'o homem', obboleetti namichaa 'a irmã do homem'
- hojii 'trabalho', Caaltuu, nome da mulher, hojii Caaltuu, 'trabalho de Caaltuu'
- barumsa 'campo de estudo', afaan boca, língua', barumsa afaanii 'lingüística'

Em lugar do genitivo também é possível usar o marcador relativo kan (m.) / tan (f.) precedendo ao possessivo.
- obboleetti kan namicha 'a irmã do homem'

Dativo
O dativo é usado para substantives que representam o receptor (a) ou ao benfeitor (para') de um evento. A forma dativa de um verbo infinitivo (que atua como um substantivo em oromo) indica proposta.
A forma dativa leva uma das seguintes formas:
- Alongamento de uma vogal curta final (ambiguamente também significa o genitivo)

- namicha 'o homem', namichaa 'para o homem, do homem'

- -f segue uma vogal longa ou vogal curta alongada; -iif segue uma consoante

- intala 'garota, filha', intalaaf 'para uma garota, filha'
- saree 'cão', sareef 'para um cão'
- baruu 'aprender', baruuf 'para aprender'
- bishaan 'água', bishaaniif 'para água'

- -dhaa ou -dhaaf segue uma vogal longa

- saree 'cão'; sareedhaa, sareedhaaf 'para um cão'

- -tti (sem nenhuma mudança na vogal precedente), especialmente com verbos de fala

- Caaltuu nome da mulher, himi 'fale,diga (imperativo)', Caaltuutti himi 'fale Caaltuu'

Instrumental
O instrumental é usado para substantives que representa o instrumento ("com"), meios ("por"), o agente ("através"), a razão, ou o tempo de um evento. A formação do instrumental se dá até certo ponto:
- -n seguindo uma vogal longa ou  uma vogal curta alongada; -iin seguindo uma consoante

- harka 'mãoharkaan 'pela mão, com a mão'
- halkan 'noite', halkaniin 'à noite'

- -tiin segue uma vogal longa ou uma vogal curta alongada

- Afaan Oromoo 'Oromo (língua)', Afaan Oromootiin 'em oromo'

- -dhaan segue uma vogal longa

- yeroo 'tempo', yeroodhaan 'no tempo'
- bawuu 'sair, saindo', bawuudhaan 'por sair'

Locativo
O locativo é usado para substantivos que representam lugares em geral de eventos ou estados, mais ou menos como à ou ao. Para localidades mais específicas, se usa preposição ou posposição. Posposições também podem levar o sufixo locativo. O locativo também pode se sobrepor um pouco ao instrumental, às vezes tendo uma função temporal. O locativo é formado pelo sufixo -tti.
- Arsiitti 'em Arsii'
- harka 'mão', harkatti 'na mão'
- guyyaa 'dia', guyyaatti 'por dia'
- jala, jalatti 'sob'

Ablativo
O ablativo serve para representar a fonte de um evento; pode ser comparado com o do ou de em português. O ablativo, aplicado a posposição e advérbios locativos assim como um substantive próprio, é formado das seguintes formas:
- Quando a palavra termina em uma vogal curta, essa vogal é alongada (como no caso genitivo).

- biyya 'país', biyyaa 'do país'
- keessa 'dentro, keessaa 'de dentro

- Quando a palavra termina em uma vogal longa, -dhaa é adicionado (assim como para o alternativo e o dativo).

- Finfinneedhaa 'de Finfinnee (Addis Ababa)'
- gabaa 'mercado', gabaadhaa 'do mercado'

- Quando a palavra termina em uma consoante, adiciona-se -ii (assim como para o genitivo).

- Hararii 'de Harar'

- seguindo um substantivo no genitivo, adiciona-se -tii.

- mana 'casa', buna café', mana bunaa 'café', mana bunaatii 'do café'

Uma alternativa para o ablativo é a preposição irraa 'de' cuja vogal inicial pode ser eliminada nesse processo:
- gabaa 'mercado', gabaa irraa, gabaarraa 'do mercado'

### Pronomes

#### Pronomes pessoais
Na maioria das línguas, há um pequeno número de distinções básicas de pessoa, número, e normalmente gênero que tem um papel importante na gramática da língua. Observamos essas distinções nos pronomes pessoais independentes, por exemplo: Português eu, oromo ani; português eles, oromo isaani e no grupo dos
adjetivos possessivos  e pronomes possessivos, por exemplo, português meu, oromo koo; português meu(final), oromo kan koo.
Em oromo, as mesmas distinções também são refletidas na concordância do sujeito-verbo: Os verbos em oromo (com poucas exceções) concordam com seu sujeito; isto é, a pessoa, o número, e o gênero do sujeito do verbo são assinalados por sufixos no final do verbo. Isso porque esses sufixos variam muito de acordo com tempo/aspecto/modo, eles geralmente não são considerados pronomes e por isso são discutidos na sessão sobre conjugação do verbo.
Em todas essas áreas da gramática — pronomes independentes, adjetivos possessivos, pronomes possessivos, e concordância entre sujeito e verbo — a gramática oromo distingue sete combinações de pessoa, número e gênero.
Para primeiras e segundas pessoas, há duas maneiras de distinguir entre singular ('eu', 'você') e plural ('nós', 'vocês'), para a terceira pessoa, há duas formas de distinção entre singular ('ele', 'ela') e uma única forma para o plural ('eles').
O oromo é uma língua omissiva em relação ao pronome do sujeito oculto.
Isto é, sentenças neutras cujo sujeito não é enfatizado não requerem nenhum pronome para este: kaleessa dhufne 'voltamos ontem'.
A palavra oromo correspondente a 'nós' não aparece nessa sentença, já que a pessoa e o número já estão marcados no verbo dhufne (voltamos) pelo sufixo -ne, o mesmo ocorre na língua portuguesa, a sentença 'voltamos ontem' não requer o uso do pronome 'nós'.
Quando os sujeitos em tais sentenças precisam de algum destaque por alguma razão, um pronome independente pode ser usado: nuti kaleessa dhufne 'nós voltamos ontem'.
A tabela abaixo mostra formas do pronome pessoal em diferentes casos, assim como os adjetivos possessivos. Para as categorias da primeira pessoa do plural e feminino da terceira pessoa do singular, há uma grande variação entre os dialetos; apenas algumas são mostradas.
Os adjetivos possessivos, tratados aqui como palavras separadas, às vezes servem de sufixo em substantivos. Na maioria dos dialetos há uma distinção entre adjetivos possessivos masculinos e femininos para primeira e segunda pessoa (a forma concorda com o gênero do substantivo modificado). No entanto, nos dialetos ocidentais, as formas masculinas (todas começando com k-) são usadas em todos os casos.  Adjetivos possessivos podem levar a terminação indicativa de caso de acordo com os pronomes que ele modifica: ganda kootti 'para minha vila' (-tti: caso locativo).
| Português | Base                     | Sujeito             | Dativo                        | Instrumental | Locativo       | Ablativo        | Possessivo adjetivos         |
| --------- | ------------------------ | ------------------- | ----------------------------- | ------------ | -------------- | --------------- | ---------------------------- |
| eu        | ana, na                  | ani, an             | naa, naaf, natti              | naan         | natti          | narraa          | koo, kiyya [too, tiyya (f.)] |
| você      | si                       | ati                 | sii, siif, sitti              | siin         | sitti          | sirraa          | kee [tee (f.)]               |
| ele       | isa                      | inni                | isaa, isaa(tii)f, isatti      | isaatiin     | isatti         | isarraa         | (i)saa                       |
| ela       | isii, ishii, isee, ishee | isiin, etc.         | ishii, ishiif, ishiitti, etc. | ishiin, etc. | ishiitti, etc. | ishiirraa, etc. | (i)sii, (i)shii              |
| nós       | nu                       | nuti, nu'i, nuy, nu | nuu, nuuf, nutti              | nuun         | nutti          | nurraa          | keenya [teenya (f.)]         |
| vocês     | isin                     | isini               | isinii, isiniif, isinitti     | isiniin      | isinitti       | isinirraa       | keessan(i) [teessan(i) (f.)] |
| eles      | isaan                    | isaani              | isaanii, isaaniif, isaanitti  | isaaniitiin  | isaanitti      | isaanirraa      | (i)saani                     |

Como em outras línguas tais como francês, russo, e turco, a segunda pessoa do singular do plural em oromo é usada de forma cortês, para demonstrar respeito e apreço a pessoa com quem se fala. Esse é um exemplo da chamada distinção T-V que é feita em muitas línguas. Em adição, a terceira pessoa do plural pode ser usada para se referir cortesmente a uma única terceira pessoa. (ou 'ele' ou 'ela').
Para pronomes possessivos ('meu', 'seu', etc.), em oromo se adiciona os adjetivos possessivos a kan 'de': kan koo 'meu', kan kee 'seu', etc.

#### Pronomes recíprocos e reflexivos
Em oromo há duas maneiras de expressar os pronomes reflexivos ('me', 'si', etc.). Uma é usar o substantive que significa 'auto': of(i) ou if(i). Esse substantivo é flexionado para caso, ao menos que este esteja sendo emfatizado, não para pessoa, número, ou gênero: isheen of laalti 'ela olha para si' (base de of), isheen ofiif makiinaa bitte 'ela mesma comprou um carro' (dativo de of).
A outra possibilidade é usar o substantivo mataa, com sufixos possessivos: mataa koo 'mim mesmo', mataa kee 'si mesmo ', etc.
Em oromo há o pronome recíproco wal (português 'um ao outro') que é usado como of/if. Isto é, é flexionado em caso, mas não em pessoa, número ou gênero: wal jaalatu 'eles gostam um do outro' (base de wal), kennaa walii bidan 'eles trouxeram imagens um para o outro' (dativo de wal).

#### Pronomes demonstrativos
Como em português, em oromo fazemos uma distinção entre próximo ('este, estes') e distante ('aquele, aqueles') pronomes demonstrativos e adjetivos. Alguns dialetos distinguem masculino e feminino em pronomes próximos; nos dialetos ocidentais a forma masculina (começando com ‘‘k-’’) é usada para ambos os gêneros. Diferente do português, não há distinção entre demonstrativos singular e plural, mas, assim como para substantivos e pronomes pessoais, distingue se caso. Apenas a base e a forma nominativa são mostradas na tabela abaixo, os outros casos são formados da forma base como para substantives, por exemplo, sanatti 'a/em/em que' (caso locativo).
| Caso       | Próximo ('esse, esses') | Distante ('aquele, aqueles') |
| ---------- | ----------------------- | ---------------------------- |
| Base       | kana [tana (f.)]        | san                          |
| Nominativo | kuni [tuni (f.)]        | suni                         |

### Verbos
Um verbo em oromo consiste basicamente de um radical, representando o significado lexical do verbo e um sufixo, representando tempo ou aspecto e a concordância do sujeito. Por exemplo, em dhufne 'nós voltamos', dhuf- é o tema ('vir') e -ne indica o tempo pretérito e que o sujeito do verbo é a primeira pessoa do plural.
Em muitas outras línguas afro-asiáticas, a língua oromo faz basicamente duas formas de distinção em seu sistema verbal entre dois tempos, passado (ou "perfeito") e presente (ou "imperfeito").  Cada um possui seu próprio jogo de sufixos para tempo e concordância. Há uma terceira conjugação baseada no presente que possui três funções: é usada no caso do presente em cláusula subordinada, para o jussivo ('deixe-me/nos/o, etc. V', junto com a partícula haa), e para o negativo do presente (junto com a partícula hin).  Por exemplo, deemne 'nós fomos', deemna 'nós vamos', akka deemnu 'que nós vamos', haa deemnu 'vamos', hin deemnu 'nós não vamos'.  Há também a forma imperativa: deemi 'vá!'.

#### Conjugação
A tabela abaixo mostra a conjugação no afirmativo e negativo do verbo beek- 'saber'.  A primeira pessoa do singular na forma afirmativa do presente ou do passado requer que o sufixo -n apareça na palavra precedente ou a palavra nan antes do verbo. A particular negativa hin, mostrada como uma palavra separada na tabela, às vezes aparece como prefixo do verbo.
|                    | Passado            | Passado    | Presente             | Presente             | Presente | Presente   | Jussivo, Imperativo | Jussivo, Imperativo |
| Cláusula principal | Cláusula principal | Passado    | Cláusula subordinada | Cláusula subordinada |          |            | Jussivo, Imperativo | Jussivo, Imperativo |
| Afirmativo         | Negativo           | Afirmativo | Negativo             | Afirmativo           | Negativo | Afirmativo | Negativo            |                     |
| ------------------ | ------------------ | ---------- | -------------------- | -------------------- | -------- | ---------- | ------------------- | ------------------- |
| eu                 | -n beeke           | hin beekne | -n beeka             | hin beeku            | -n beeku | hin beekne | haa beeku           | hin beekin          |
| você               | beekte             | hin beekne | beekta               | hin beektu           | beektu   | hin beekne | beeki               | hin beek(i)in       |
| ele                | beeke              | hin beekne | beeka                | hin beeku            | beeku    | hin beekne | haa beeku           | hin beekin          |
| ela                | beekte             | hin beekne | beekti               | hin beektu           | beektu   | hin beekne | haa beektu          | hin beekin          |
| nós                | beekne             | hin beekne | beekna               | hin beeknu           | beeknu   | hin beekne | haa beeknu          | hin beekin          |
| vocês              | beektani           | hin beekne | beektu, beektan(i)   | hin beektan          | beektani | hin beekne | beekaa              | hin beek(i)inaa     |
| eles               | beekani            | hin beekne | beeku, beekan(i)     | hin beekan           | beekani  | hin beekne | haa beekanu         | hin beekin          |

Para verbos que terminam em certas consoantes e sufixos que começam com consoantes (que são, t ou n), há mudanças previsíveis de uma para outra das consoantes. Os dialetos variam muito em detalhes, mas as seguintes mudanças são comuns.
| b- + -t → bd           | qabda 'você tem'                                                                |
| g- + -t → gd           | dhugda 'você bebe'                                                              |
| r- + -n → rr           | barra 'nós aprendemos'                                                          |
| l- + -n → ll           | galla 'nós entramos'                                                            |
| q- + -t → qx           | dhaqxa 'você foi'                                                               |
| s- + -t → ft           | baas- 'tirar', baafta 'você tira'                                               |
| s- + -n → fn           | baas- 'tirar', baafna 'nós tiramos'                                             |
| t-/d-/dh-/x- + -n → nn | bitti 'comprar', binna 'nós compramos'; nyaadhaa 'comer', nyaanna 'nós comemos' |
| d- + -t → dd           | fid- 'trazer', fidda 'você traz'                                                |
| dh- + -t → tt          | taphadh- 'jogar', taphatta 'você joga'                                          |
| x- + -t → xx           | fix- 'terminar', fixxa 'você termina'                                           |

Verbos que terminam em duas consoantes e cujos sufixos começam com uma consoante devem inserir uma vogal para quebrar essa seqüência já que a língua não permite a secessão de três consoantes. Há duas maneiras em que isso pode acontecer: se a vogal i é inserido entre a terminação da palavra e o sufixo, ou a consoante final é trocada (um exemplo de metátese) e a vogal a é inserida entre eles. Por exemplo, arg- 'ver', arga 'ele vê', argina ou agarna 'nós vemos'; kolf- 'rir', kolfe 'ele ri', kolfite ou kofalte 'você riu'.
Verbos cujo tema terminam em consoante ' (que podem aparecer como h, w, ou y em algumas palavras, dependendo do dialeto) pertencem a três classes conjugais; a classe não é previsível do talo do verbo. São as formas que precedem sufixo começando com consoantes (t e n) que diferem do padrão usual. A terceira pessoa do singular no masculino e primeira pessoa do plural no presente são mostradas por um verbo exemplar em cada casa.
1. du'- 'die': du'a 'he dies', duuta 'you (sg.) die', duuna 'we die'
2. beela'-, 'be hungry': beela'a 'he is h', beelofta 'you (sg.) are hungry', beelofna 'we are hungry'
3. dhaga'- 'hear': dhaga'a 'he hears', dhageessa 'you (sg.) hear', dhageenya 'we hear' (note that the suffix consonants change)

Os verbos comuns fedh- 'querer' e godh- 'fazer' diverge do padrão básico de conjugação em que vogais longas substituem consoantes geminadas que ocorrem quando sufixos que começam com t ou n são adicionados: fedha 'ele quer', feeta 'você quer', feena 'nós queremos', feetu 'você quer', hin feene 'não quis', etc.
O verbo dhuf- 'vir' possui os irregulares imperativos koottu, koottaa.  O verbo deem- 'ir' possui, ao lado das formas imperativas regulares, os imperativos irregulares beenu, beenaa.

#### Derivação
Um radical do verbo oromo pode ser a base para três vozes derivadas; passivo, causativo, e autobenefativo, cada um formado pela adição de um sufixo ao radical, se flexionando de acordo com os sufixos adicionados.
Voz passiva
A voz passiva em oromo corresponde aproximadamente à voz passiva na língua portuguesa em função. É formada por adição de -am ao radical do verbo. O tema resultante é conjugado regularmente.
Exemplos: beek- 'saber', beekam- 'ser sabido', beekamani 'eles sabiam'; jedh- 'dizer', jedham- 'ser dito', jedhama 'está dito'
Voz causativa
Em oromo o causativo de um verbo V corresponde a expressões em português como 'cause V', 'faça V', 'deixe V'. Com verbos intransitivos, possui uma função de transitividade. A voz causativa e formada por -s, -sis, ou -siis junto ao radical do verbo, exceto em radicais terminados em -l adiciona-se -ch. Verbos cujos radicais terminam em ' perdem essa consoante e podem ter a vogal precedente alongada antes de se adicionar -s.  Exemplos: beek- 'saber', beeksis- 'comunicar, informar', beeksifne 'informamos'; ka'- 'levante, salte', kaas- 'pick up', kaasi 'pegue!'; gal- 'entre', galch- 'ponha', galchiti 'ela põe'; bar- 'aprender', barsiis- 'ensinar', nan barsiisa 'eu ensino'.
Voz autobenefativa
A voz autobenefativa (ou "medio-reflexiva") de um verbo V corresponde vagamente a expressões em português como 'V para si mesmo' ou 'V para si próprio', pois o significado preciso pode ser um pouco incerto para muitos verbos.  A voz autobenefativa é formada pela adição de -adh ao radical do verbo. A conjugação de um verbo médio é irregular na terceira pessoa do singular no masculino do presente e passado (-dh no tema muda para -t) e o imperativo do singular (o sufixo -u é mais forte que -i). Exemplos: bit- 'comprar', bitadh- 'comprado por si mesmo', bitate 'ele comprou (algo) para si mesmo', bitadhu 'mas por si mesmo!'; qab- 'ter', qabadh- 'prendeu, segurou (para si mesmo)', qabanna 'seguramos'. Alguns autobenefativos são derivados principalmente de substantivos, e menos de verbos, por exemplo, hojjadh- '(eu) trabalho' do substantivo hojii 'trabalho'.
Os sufixos vocálicos podem ser combinados de várias formas. Dois sufixos causativos são possíveis: ka'- 'go up', kaas- 'pick up', kaasis- 'cause to pick up'. O causativo pode ser seguido por um passivo ou autobenefativo; nesse caso o s do causativo é substituído por f: deebi'- 'retorne (intransitivo)', deebis- 'retorne (transitivo), responda', deebifam- 'ser retornado, ser respondido', deebifadh- 'volte para si mesmo'.
Um outro aspecto verbal derivado é o freqüentativo, ou "intensivo" formado pela cópia da primeira consoante e vogal do radical do verbo e geminação da segunda ocorrência da consoante inicial. O tema resultante indica a repetição ou performance intensiva da ação do verbo. Exemplos: bul- 'passe a noite', bubbul- 'passou muitas noites', cab- 'quebrar', caccab- 'quebrar em pedaços, quebrar completamente'; dhiib- 'apertar, pressionar', dhiddhiib- 'massagem'.
O infinitivo é formado do tema do verbo mais a adição do sufixo -uu.  Verbos cujos temas terminam em -dh (em particular todos os verbos autobenefativos) change this to ch antes do sufixo.  Exemplos: dhug- 'drink', dhuguu 'to drink'; ga'- 'reach', ga'uu 'to reach'; jedh- 'say', jechu 'dizer'.  O verbo fedh- é excepcional; seu infinitivo é  fedhuu ao invés do esperado fechuu. O infinitivo se comporta como um substantivo; isso é, pode levar qualquer um dos sufixos de caso.  Exemplos: ga'uu 'to reach', ga'uuf 'para alcançar' (caso dativo); dhug- 'beber', dhugam- 'foi bebido', dhugamuu para ser bebido', dhugamuudhaan 'estando bebido' (caso instrumental).

### Gramática
- Ali, Mohamed (1990). Handbook of the Oromo Language. Wroclaw, Poland: Polska Akademia Nauk. ISBN 83-04-03316-X Parâmetro desconhecido |co-auctors= ignorado (ajuda)[ligação inativa]
- Griefenow-Mewis, Catherine; Tamene Bitima (1994). Lehrbuch des Oromo. Köln: Rüdiger Köppe Verlag. ISBN 3-927620-05-X [ligação inativa]
- Griefenow-Mewis, Catherine (2001). A Grammatical Sketch of Written Oromo. Köln, Germany: Rüdiger Köppe Verlag. ISBN 3-89645-039-5[ligação inativa]
- Hodson, Arnold Weinholt (1922). An elementary and practical grammar of the Galla or Oromo language. London: Society for Promoting Christian Knowledge
- Praetorius, Franz (1973) [1872]. Zur Grammatik der Gallasprache. [S.l.]: Hildesheim; Nova Iorque: G. Olms. ISBN 3-487-06556-8
- Roba, Taha M. (2004). Modern Afaan Oromo grammar : qaanqee galma Afaan Oromo. Bloomington, IN: Authorhouse. ISBN 1-4184-7480-0
- Stroomer, Harry (1987). A comparative study of three Southern Oromo dialects in Kenya. Hamburg: Helmut Buske Verlag. ISBN 3-87118-846-8[ligação inativa]

### Dicionários
- Bramly, A. Jennings (1909). English-Galla-Amharic Vocabulary. [S.l.]: [Typescript in Khartoum University Library]
- Foot, Edwin C. (1968) [1913]. A Galla-English, English-Galla dictionary. [S.l.]: Cambridge University Press (repr. Farnborough, Gregg). ISBN 0-576-11622-X
- Gragg, Gene B. et al. (ed., 1982) Oromo Dictionary. Monograph (Michigan State University. Committee on Northeast African Studies) no. 12. East Lansing, Mich. : African Studies Center, Michigan State Univ.
- Mayer, Johannes (1878). Kurze Wörter-Sammlung in Englisch, Deutsch, Amharisch, Gallanisch, Guragesch, hrsg. von L. Krapf. Basel: Pilgermissions-Buchsdruckerei St. Chrischona
- Tamene Bitima (2000). A dictionary of Oromo technical terms. Oromo - English. Köln: Rüdiger Köppe Verlag. ISBN 3-89645-062-X[ligação inativa]
- Tilahun Gamta (1989). Oromo-English dictionary. Addis Ababa: University Printing Press